# 埃爾德里奇帕克 (新澤西州)
埃爾德里奇帕克（英語：Eldridge Park）是位於美國新澤西州默瑟縣的非建制地區。

## 地理
埃爾德里奇帕克所處的海拔為高於海平面30米（即98英呎），而該地所採用的時區為UTC-5，即北美东部时区（EST）。同時該地設有夏令時間，為UTC-5調快一小時，即UTC-4（EDT）。